# Jan-van-gent
De jan-van-gent (Morus bassanus; vroeger Sula bassana) is een vogel uit de familie van de genten (Sulidae). Het is een zeevogel met een groot verspreidingsgebied in het noorden van de Atlantische Oceaan, waaronder de Noordzee.

## Naamgeving
De wetenschappelijke naam van de soort werd in 1758 als Pelecanus Bassanus gepubliceerd door Carl Linnaeus. De naam 'bassanus' verwijst naar Bass Rock, dat al eeuwen een kolonie van de vogels huisvest. Linnaeus verwees naar 'Anser Bassanus' van Francis Willughby, waar een uitgebreide beschrijving te vinden is, en naar dezelfde naam bij Eleazar Albin, waar een vergelijkbare (op Willughby gebaseerde) beschrijving en een afbeelding te vinden zijn. De naam werd echter in 1560 al door Conrad Gesner gebruikt. De vogel werd al in 1760 door Mathurin Jacques Brisson in het geslacht Sula geplaatst. En hoewel de soort in 1816 door Louis Vieillot in het geslacht Morus werd geplaatst, bleef de naam Sula bassana lang voor deze soort in gebruik, totdat in 2011 Patterson, Morris-Pocock en Friesen op basis van moleculair fylogenetisch onderzoek een stamboom presenteerden waarbij de jan-van-gent, de Pacifische jan-van-gent en de Kaapse jan-van-gent een aparte clade vormden. Omdat de typesoort van het geslacht Sula de bruine gent is, en die buiten deze groep van drie valt, werd voor de jan-van-genten het geslacht Morus nieuw leven ingeblazen.
De naam jan-van-gent werd al gebruikt door de zeventiende-eeuwse walvisvaarders. Het woord 'gent' heeft dezelfde oorsprong als de Engelse naam 'gannet' (van Middelengels 'ganet' en Oudengels 'ganot'), in het Engels 'gander' en in het Nederlands 'gent', 'gander' of 'ganzerik' voor een mannetjesgans. Hoe "jan van" ervoor gekomen is, blijft onzeker. Mogelijk is het een verbastering van de Keltische naam Ian ban an sgadan (witte haringvogel). Ook mogelijk is een verbastering van het (in het Nederlands onbegrepen) woord 'bassaan' of 'bassan', waarmee de klank overeenkomt (binnen- en eindrijm). Het kan ook te maken hebben met de Nederlandse gewoonte om een mannennaam aan een vogel te geven (zoals 'klein jantje' voor de winterkoning) of om in uitdrukkingen de naam Jan te plaatsen zoals "Jan en alleman", "Jan Hen", "Jan Salie" etc. De Nederlandstalige naam van deze vogel heeft met de stad Gent of met de naam van de persoon Jan van Gent dus niets te maken.

## Beschrijving
Het is een grote, gestroomlijnde vogel met lange, smalle vleugels. De volwassenen zijn door formaat, kleur en tekening goed te herkennen. Jonge vogels kunnen op het eerste gezicht op een grote pijlstormvogel lijken, maar zijn te herkennen aan een lange, spitse kop en snavel, spitse staart en karakteristieke bewegingen. Het verenkleed van de volwassen vogel wordt pas in het vierde tot zesde jaar verkregen. De okergele kop is buiten het broedseizoen bleker. Volwassen dieren zijn circa 89-102 centimeter groot en 2,5 tot 3 kilogram zwaar, en kunnen als ze hun vleugel volledig uitstrekken 170-180 cm breed zijn. Het lichaam is wit, de staart puntig en ze hebben zwarte vleugelpunten. De kop is gelig met een blauwe oogring. Ze duiken op spectaculaire wijze naar vis en kunnen dat met een snelheid van 100 km/uur als ze zich laten vallen.

## Voortplanting

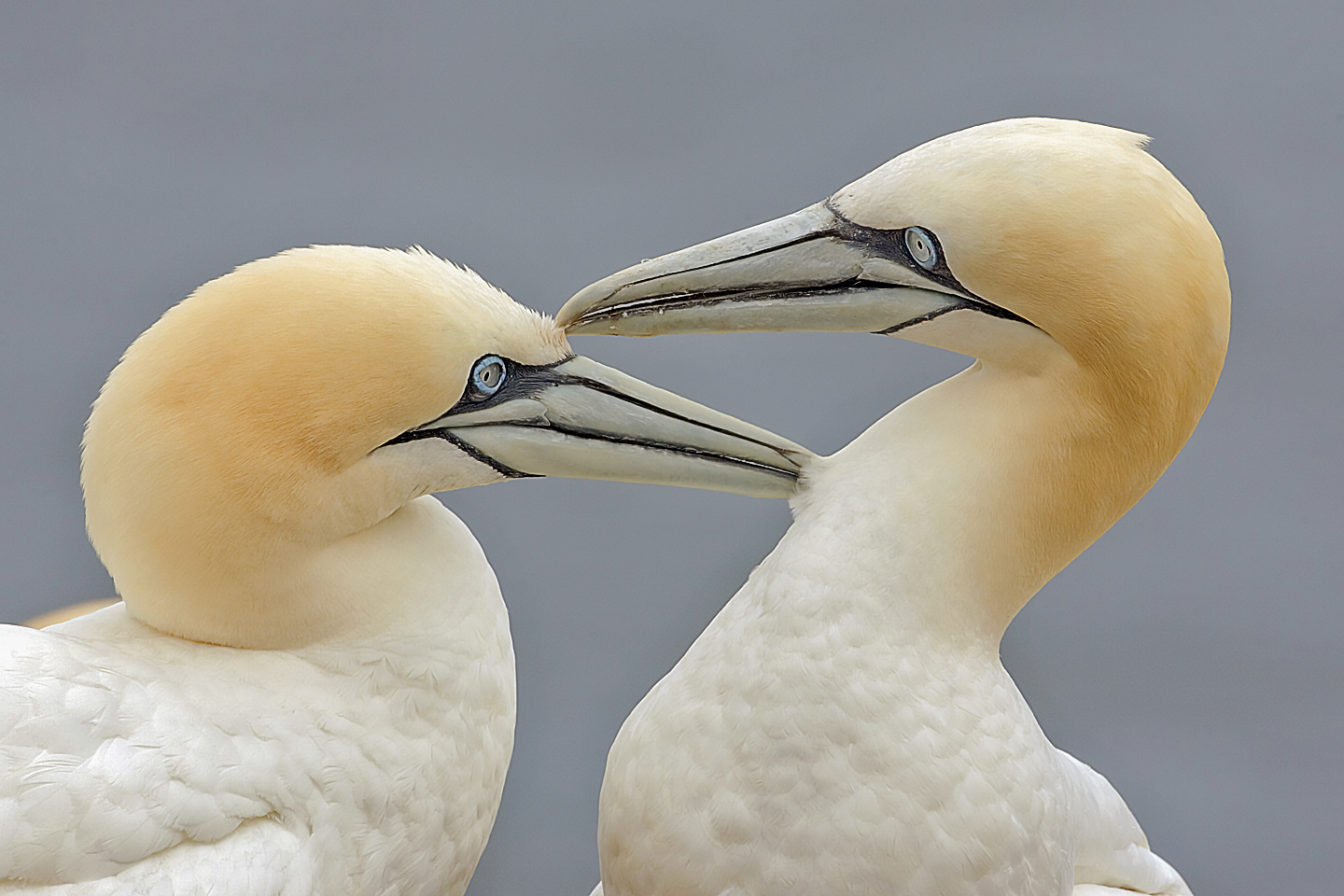
Twee jan-van-genten bezig met paarbinding

De dieren gaan een vaste paarbinding aan, die ook na het broedseizoen standhoudt. Ze keren jaren achtereen naar hetzelfde nest terug. Beide partners broeden voor het eerst op de leeftijd van 5 of 6 jaar op een enkel, blauwwit ei. Na ongeveer 3 maanden verlaten de nog geheel bruine jongen het nest. Ze hebben op dat moment een gewicht van 4 kilogram en zijn dus zwaarder dan een volwassen vogel. Het volwassen verenkleed krijgen ze pas in de loop van de volgende 5 jaren. De volwassen vogels kunnen bijzonder agressief reageren bij de verdediging van hun nest, waarbij met de snavel wordt gehakt en gebeten.

## Verspreiding

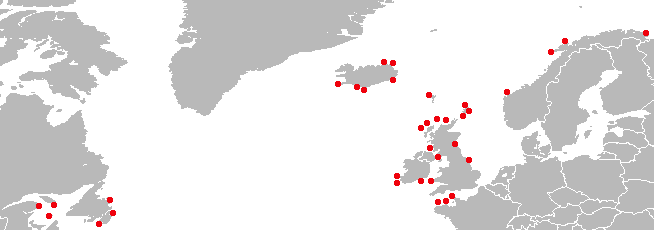
Verspreiding van de kolonies van de jan-van-genten in de jaren 1970; (de kolonie op Helgoland ontbrak toen nog)

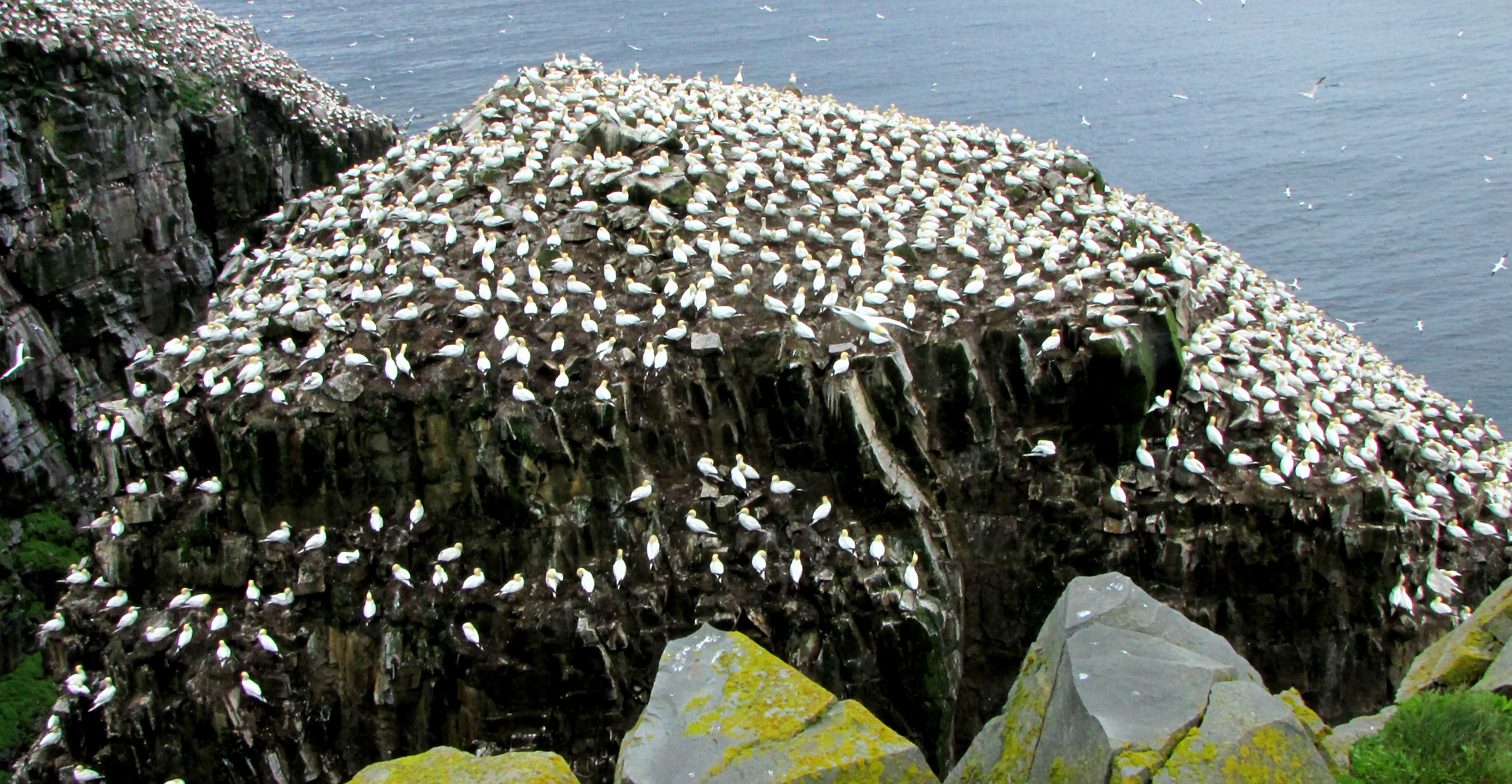
Het Ecologisch Reservaat Cape St. Mary's, op het Canadese eiland Newfoundland, huisvest de zuidelijkste jan-van-gentenkolonie ter wereld.

Jan-van-genten broeden in de zomer op klippen op de rotsige eilanden langs de oostkust van Canada, maar vooral rond de Britse Eilanden en verder bij Bretagne (Frankrijk), IJsland en Noorwegen en sinds 1991 ook op Helgoland. De grootste kolonie jan-van-genten is te vinden op Bass Rock in Schotland, daar broeden volgens de laatste tellingen circa 150.000 vogels. Andere grote kolonies zijn te vinden op Bonaventure-Island in Canada, waar circa 120.000 vogels broeden en op de steile klippen van het IJslandse eiland Eldey nestelen ook veel jan-van-genten, circa 70.000. Op het zuidelijk halfrond komen kolonies voor in Nieuw-Zeeland, aan de oostkust van het Noordereiland, bij Cape Kidnappers; ongeveer 12.000 exemplaren. Ook aan de zuidkant van Australië zijn kolonies.
De dieren overwinteren op zee. Ze maken dan lange tochten tot in de Middellandse Zee en langs de kusten van de landen rond deze zee en het Caraïbisch gebied en de Golf van Mexico. Net als Noordse stormvogels staan jan-van-genten erom bekend dat ze schepen volgen.

### Voorkomen langs de Nederlandse kust
Het voorkomen van jan-van-genten langs de Nederlandse kust hangt sterk af van de beschikbaarheid van vissoorten in de kustwateren en de heersende windrichting en is daarom niet altijd voorspelbaar. Uit tellingen verricht in de periode 1972–1993 blijkt dat de meeste jan-van-genten in de maand oktober worden waargenomen (gemiddeld 10-15 vogels per uur langstrekkend). In de winter is het aantal zeer laag, dan is er een piekje in de zomer met ongeveer 3 vogels per uur, dat daalt weer in augustus en stijgt snel in de herfst. Tellingen uit de jaren 1990 verricht vanuit schepen op het Nederlandse deel van de Noordzee wijzen uit dat daar in de zomer ten minste 5000 exemplaren voorkomen met een piek in de herfst van 36.000 exemplaren. Verder zijn er sporadisch waarnemingen in het binnenland, tot in Drenthe, Gelderland en Limburg. Meestal betreft dit met storm naar binnen gewaaide, verzwakte individuen.

## Status
De grootte van de populatie is in 2015 geschat op 1,5-1,8 miljoen volwassen vogels. Op de Rode lijst van de IUCN heeft deze soort de status niet bedreigd.